# Belmont County
Belmont County är ett administrativt område i delstaten Ohio, USA. År 2010 hade countyt 70 400 invånare. Den administrativa huvudorten (county seat) är St. Clairsville. 

## Geografi
Enligt United States Census Bureau så har countyt en total area på 1 402 km². 1 391 km² av den arean är land och 10 km² är vatten. 

### Angränsande countyn
- Harrison County - nord
- Jefferson County - nordost
- Ohio County, West Virginia - öst
- Marshall County, West Virginia - sydost
- Monroe County - syd
- Noble County - sydväst
- Guernsey County - väst